# António Dias Leite
António Dias Leite (São Félix da Marinha, Vila Nova de Gaia, 17 de junho de 1893 ― Eixo, Aveiro, 23 de março de 1973) foi um político português e oficial da Força Aérea Portuguesa, notório por ter sido Governador Civil do Distrito de Aveiro, entre 1950 e 1954.
Foi também responsável pelo repatriamento da tripulação de um P9623 Sunderland britânico que aterrou de emergência em Portugal, durante o Ciclone de 1941, durante a Segunda Guerra Mundial, na qual Portugal era neutro.
Faleceu no dia 23 de março de 1973, vítima de um acidente rodoviário, após colisão com um veículo pesado de mercadorias.

## Carreira militar
Durante a Primeira Guerra Mundial, António Dias Leite combateu em Moçambique.
Após concluir a formação de oficial na Escola do Exército, obteve o brevet de piloto aviador em Vila Nova da Rainha, onde então se situava a Escola de Aeronáutica Militar.
Em 1923, o então tenente António Dias Leite venceu o concurso nacional de acrobacia aérea. Pouco tempo depois dessa vitória, no dia 16 de agosto, foi, juntamente com o capitão Teófilo José Ribeiro da Fonseca, um dos dois aviadores portugueses convidados para participarem numa demonstração de acrobacia aérea ocorrido na cidade espanhola de Badajoz, onde chegaram, provenientes do aeródromo de Tancos, tripulando dois biplanos oficiais da esquadrilha mista da arma da aeronáutica portuguesa. Aí, após ter efetuado arrojados voos acrobáticos, a muito baixa altitude, sobrevoando algumas ruas e praças da cidade, devido a uma avaria do biplano, António Dias Leite acabou por se despenhar sobre algumas habitações da calle Arco Agüero. Apesar de ferido com gravidade, teve serenidade suficiente para evitar que o avião explodisse e se incendiasse no prédio onde caiu. De seguida, os vizinhos levaram-no para o Hospital Civil Provincial, onde recebeu os primeiros cuidados, sendo depois transferido para o Hospital Militar.
Em 1938, o major António Dias Leite participou num curso avançado de instrutores, realizado no Reino Unido.

### Guerra Civil Espanhola
Durante a Guerra Civil de Espanha, António Dias Leite, integrado na Missão Militar de Observadores Portugueses, participou no bombardeamento noturno de Brunete, ocorrido em julho de 1937, e nos ataques a Villanueva del Pardillo e Quijorna, partindo do aeródromo de Olmedo, nos aviões de fabrico alemão Junkers Ju 52.
A Missão Militar de Observação na Guerra de Espanha, criada pelo Governo Português com o objetivo de “camuflar” e “coordenar dentro do possível, o empenhamento de militares profissionais e milicianos no conflito vizinho, integrou alguns elementos da Arma de Aeronáutica: os tenentes-coronéis António Sousa Maya, e Alfredo Cintra, o major António Dias Leite e os tenentes Venâncio Deslandes, João de Freitas e Peral Fernandes.

### Repatriamento de pilotos britânicos (2ª Guerra Mundial)
Durante a Segunda Guerra Mundial, o então major António Dias Leite auxiliou a fuga e repatriamento de pilotos ingleses retidos em Portugal.
Na noite de 14 para 15 de fevereiro de 1941, Portugal foi assolado por um ciclone que provocou mais de uma centena de vítimas mortais, mais de meio milhar de feridos e incalculáveis danos materiais. Nessa noite, um hidroavião P9623 Sunderland da Royal Air Force levantou voo das proximidades de Plymouth com destino a África. Pouco depois das cinco horas da manhã, devido ao temporal, o avião foi obrigado a amarar, acabando por encalhar, uma horas mais tarde, numa praia. Na manhã seguinte, os tripulantes foram levados para Setúbal, sendo a primeira tripulação aliada a aterrar em Portugal.
Nessa época, as “Leis da Guerra”, apesar de pouco claras, apontavam para que os tripulantes ficassem “internados” até final do conflito. No entanto, os serviços secretos britânicos propunham uma operação de resgate aproveitando o facto dos tripulantes, que então estavam na Figueira da Foz, se encontrarem pouco guardados, pelo que deveriam ser metidos em carros e embarcados num dos navios que realizavam patrulhas ao longo da costa portuguesa a partir de Gibraltar.
A embaixada inglesa em Lisboa não discordou do plano mas não queria saber pormenores, por temer a reação de Salazar e por eventuais implicações no relacionamento futuro com o governo português. Por sua vez, o Foreign Office (Ministério dos Negócios Estrangeiros) desaconselhou a operação.
Entretanto, o major António Dias Leite recebeu um convite para um cocktail na Embaixada Britânica. Entre os convidados, reconheceu o Squadron Leader Lombard, comandante da esquadrilha 95, a que pertencia o Sunderland, e, ele próprio, um dos internados pois também vinha a bordo. Os dois tinham-se conhecido em 1938 num curso avançado de instrutores no Reino Unido.
Lombard pediu ajuda a António Dias Leite para se encontrar uma saída para os tripulantes ingleses. Apesar de se mostrar sensível ao pedido, argumentou que não tinha poderes para organizar uma operação desse género. Dias depois, o major foi contactado pela própria embaixada inglesa, o que o levou a tentar ajudar.
Alguns dias antes da data marcada, os aviadores escaparam da Figueira da Foz em direção a Aveiro. Durante a fuga, foram perseguidos numa operação coordenada por elementos locais da Gestapo. Chegados a Aveiro, os ingleses foram acolhidos na casa de um médico amigo do major, Augusto da Cunha, onde permaneceram alguns dias. No dia 25 de março, à tarde, os 11 ingleses, acompanhados por António Dias leite e Augusto da Cunha, dirigiram-se para Leixões onde embarcaram já a noite ia alta. Perto das quatro da manhã um navio de guerra britânico iluminou-se da proa à popa, aproximando-se do rebocador. Estava consumada a primeira “fuga” de aviadores aliados do nosso país. Passada a guerra mundial, e segundo números avançados por António Dias Leite, quase 300 “escaparam” assim.

## Carreira política
Após o final do serviço militar efetivo, no posto de Coronel Aviador, António Dias Leite assumiu o cargo de Governador Civil de Aveiro, em 18 de março de 1950, quando substituiu João Moreira, até ao dia 5 de abril de 1954, quando Francisco do Vale Guimarães assumiu essas funções.
Para além das funções de Governador Civil de Aveiro, António Dias Leite empenhou-se na vida social e cultural da comunidade aveirense, sendo um dos fundadores do Rotary Clube de Aveiro, e liderou a comissão que promoveu a homenagem ao empresário Egas da Silva Salgueiro, realizada no dia 10 de janeiro de 1966, no Teatro Aveirense, na qual este recebeu a Comenda da Ordem do Mérito Industrial.